# Elastomer
Elastomeri (od lat. elasticus: rastezljiv + -mer) su jedna od glavnih vrsta sintetskih polimernih materijala. Proizvodi ih se kemijskim reakcijama od monomera koji su uglavnom dobiveni iz nafte i prirodnog plina.
Niska su Youngova modula.
Definirana su oblika kad su u neopterećenom stanju te ni snažne vanjske sile i jaka izobličenja ne mijenjaju im oblik, nego se vraćaju u definirani oblik.
Tvore ih dugi pravocrtni makromolekulski lanci. Vulkanizacijom ih se međusobno povezuje i umrežuje slabom mrežom, čime se sprječava da ih se plastično oblikuje, ali zadržava se pokretljivost dijelova lanaca, zbog čega su elastični. Pri zagrijavanju s prikladnim spojevima uz primjesu različitih dodataka i punila elastomeri se prevode u gumu i razne gumene proizvode velike rastezne čvrstoće i elastičnosti.